# Shenbai (sockenhuvudort i Kina, Shanxi Sheng, lat 35,37, long 111,15)
Shenbai är en sockenhuvudort i Kina. Den ligger i provinsen Shanxi, i den norra delen av landet, omkring 310 kilometer sydväst om provinshuvudstaden Taiyuan. Antalet invånare är 11 478. Befolkningen består av 5 664 kvinnor och 5 814 män. Barn under 15 år utgör 14,0 %, vuxna 15-64 år 74 %, och äldre över 65 år 10,0 %.
Runt Shenbai är det tätbefolkat, med 257 invånare per kvadratkilometer. Närmaste större samhälle är Nanjie, 16,0 km öster om Shenbai. Trakten runt Shenbai består till största delen av jordbruksmark.
Genomsnittlig årsnederbörd är 639 millimeter. Den regnigaste månaden är juli, med i genomsnitt 166 mm nederbörd, och den torraste är december, med 2 mm nederbörd.